# Махан Кош
Гуру Шабад Ратнакар Махан Кош (в.-пандж. ਗੁਰਸ਼ਬਦ ਰਤਨਾਕਰ ਮਹਾਨ ਕੋਸ਼), известный под более популярным именем Махан Кош, а в английском переводе — Encyclopædia of the Sikh Literature — энциклопедия языка пенджаби, составленная Бхаи Каном Сингхом Набхой за четырнадцать лет. Это была первая пенджабская энциклопедия, она содержит более 70 000 слов, на некоторые из них есть достаточно ссылок из Гуру Грантх Сахиб, Дасам Грантх, Гур Пратап Сурадж Грантх и других сикхских книг. Эта работа считается новаторской с точки зрения её влияния и уровня научности.

## Словарь
В Махан Кош 64 263 записи, расположенные в алфавитном порядке гурмукхи, охватывающие религиозные и исторические термины сикхского канона. В каждой записи зафиксированы этимология и различные значения термина «в соответствии с его использованием в разных местах в разных произведениях» наряду с текстовыми цитатами.
Когда появляются слова персидско-арабского или санскритского происхождения, они воспроизводятся в исходном виде, чтобы информировать читателей об их правильном произношении и значении.

## Публикация
Изучая два существующих издания, «Грантх Гуру Гирартх Кос» Пандита Тара Сингха Наротама (1895) и «Шри Гуру Грант Кос» Хазары Сингха (1899), Кан Сингх понял, что будет иметь большую ценность лексикография слов, встречающихся в сикхских исторических текстах, а также в Гуру Грантх Сахиб, потому что это будет способствовать повышению грамотности и критическому обучению на пенджаби.
12 мая 1912 года он подал в отставку со своей должности в княжестве Набха и начал работу над проектом. Его первоначальный покровитель, махараджа Бриджиндар Сингх из княжества Фаридкот, который ранее спонсировал научную работу о Гуру Грантх Сахиб, умер в 1918 году. Другой его покровитель, Махараджа Рипудаман Сингх, был вынужден отречься от престола в 1923 году. Затем Махараджа Бхупиндер Сингх из княжества Патиала предложил взять на себя все расходы на печать. Кан Сингх закончил работу 6 февраля 1926 года, а печать началась 26 октября 1927 года в издательстве Sudarshan Press в Амритсаре, принадлежащем поэту Дхани Рам Чатрику. Первое издание в четырёх томах было закончено 13 апреля 1930 года. Департамент языков Пенджаба, Патиала, затем опубликовал «Махан Кош» в одном томе, и он выдержал три издания, последнее из которых вышло в 1981 году.
Пенджабский университет в Патиале перевёл труд на английский язык.